# Jan Stephan Ligenza Kurdwanowski
Jan Stephan Ligenza Kurdwanowski, né le 26 décembre 1680 à Radzanów et mort à Lunéville le 21 juin 1780 (à 99 ans) est un physicien polonais.
Attaché au roi de Pologne Stanislas Leszczyński, Kurdwanowski était membre de l’Académie des sciences de Berlin (28 juin 1753) et contributeur de l’Encyclopédie.